# 조너선 퀵
조너선 더글러스 퀵(영어: Jonathan Douglas Quick, 1986년 1월 26일~)은 미국의 아이스하키 선수로 포지션은 골텐더이다. 현재 내셔널 하키 리그(NHL)의 뉴욕 레인저스 소속으로 뛰고 있다. 그는 2005년 NHL 드래프트에서 로스앤젤레스 킹스의 지명을 받았으며 2007년부터 2023년까지 킹스 소속으로 활동했다. 그는 윌리엄 M. 제닝스 트로피 2회(2014, 2018), 콘 스미스 트로피 1회(2012) 수상했으며 로스앤젤레스 킹스 소속으로 스탠리 컵 2회 우승(2012, 2014), 베이거스 골든 나이츠 소속으로 스탠리 컵 1회 우승(2023)을 차지했다. 2024년 3월에는 라이언 밀러를 제치고 NHL 최다 승리 미국 태생 골텐더가 되었다.
그는 국제 대회에 미국 아이스하키 국가대표팀 선수로 뛰었고 올림픽에 2회, 아이스하키 월드컵에 1회 출전했다. 그는 국가대표 경력 첫 올림픽인 2010년 동계 올림픽에 제3골텐더로 참가했고 은메달을 획득했다.